# Макс Ерліх
Макс Саймон Ерліх (10 жовтня 1909 — 11 лютого 1983) — американський письменник та сценарист. Найбільш відомий завдяки науково-фантастичному роману «Реінкарнація Пітера Прауда» (англ. «The Reincarnation of Peter Proud»)» та однойменний фільм.

## Біографія

### Раннє життя та освіта
Макс Саймон Ерліх народився в Спрінгфілд, штат Массачусетс, 10 жовтня 1909 року в родині Саймона та Сари Ерліх. Він отримав ступінь бакалавра. диплом Мічиганського університету у 1933 році.

### Кар'єра
Ерліх розпочав свою кар’єру в газетах, працюючи кореспондентом «Нікербокер Прес» (англ. «Knickerbocker Press»), Олбані, Нью-Йорк, «Вечірні новини» (англ. «Evening News») під час навчання в коледжі, а потім, після закінчення навчання, як автор статей для спрінгфілдського видання «Республіканець (англ. «The Republican») . Звідти він перейшов на радіо, працюючи головним сценаристом відділу сценаріїв WSPR у 1938 і 1939 роках, у відділі сценаріїв Американського єврейського комітету з 1939 по 1941 рік, а з 1941 по 1945 рік він був асистентом директора сценарію радіовідділу Американського Червоного Хреста.
Після 1945 року Ерліх виступав в ролі прозаїка, драматурга, радіо- та теледраматурга, автора адаптацій для радіо, телебачення та художніх фільмів. Він писав радіосценарії для таких серіалів, як «Велика історія», «Тінь», «Велике місто», «Містер і місіс Норт» і «Вбивство опівночі». Його робота на телебаченні включала сценарії для телесеріалів «Барні Блейк», «Велика історія», «Захисники» , «Медсестри», «Сталева година Сполучених Штатів» і Зоряний шлях (епізод «Яблуко»). Три його сценарії до художніх фільмів (наведені нижче) були екранізаціями його власних романів.

### Сімейний стан
Ерліх одружився і мав двох дочок. Одна дочка, Емі Ерліх, пише книжки для дітей.

### Смерть
Ерліх помер 11 лютого 1983 року.

## Опубліковані книги
- Велике око (англ. «The Big Eye», Даблдей, 1949)
- Закрути скляне павутиння[en] (англ. «Spin the Glass Web», Гарпер & Бразерс, 1952)
- Перший потяг до Вавилона (англ. «First Train to Babylon», Гарпер, 1955)
- Такери (англ. «The Takers», Гарпер, 1961)
- Глибина - це синє (англ. «Deep is the Blue»), Даблдей, 1964)[6]
- Високий бік (англ. «The High Side», Фосет публікейшнз, 1970)
- Указ (англ. «The Edict», Даблдей, 1971)
- Реінкарнація Пітера Прауда[en] (англ. «The Reincarnation of Peter Proud», Боббс-Меррілл, 1974)
- Дикун на волі (англ. «The Savage is Loose», Бантам букс, 1974)
- Культ[en] (англ. «The Cult», Саймон і Шустер, 1978)
- Реінкарнація у Венеції[en] (англ. «Reincarnation in Venice», Саймон і Шустер, 1979)[7]
- Голий пляж (англ. «Naked Beach», Гранада, 1979)
- Великі хлопці (англ. «The Big Boys», Гафтон Міфлін, 1981)
- Шайтан (англ. «The Reincarnation of Peter Proud», Арбор Хаус, 1981)

## Фільмографія
The Lie

### Фільми
| Рік      | Назва                                                                 | Роль                         | Примітки                                                                      |
| -------- | --------------------------------------------------------------------- | ---------------------------- | ----------------------------------------------------------------------------- |
| 1953 рік | Скляне павутиння (англ. «The Glass Web»)                              | Розповідь                    | За мотивами його роману Закрути скляне павутиння (англ. «Spin the Glass Web») |
| 1954 рік | Брехня                                                                | Автор                        |                                                                               |
| 1961     | Голий край (англ. «The Naked Edge»)                                   | Розповідь                    | За мотивами його роману «Перший потяг до Вавилона»                            |
| 1961     | Я не зізнаюся (англ. «I Will Not Confess»)                            | Розповідь                    |                                                                               |
| 1967 рік | Вітрила до слави                                                      | Автор                        | Написав сценарій разом із Джеральдом Шніцером                                 |
| 1972 рік | Я не зізнаюся (англ. «I Will Not Confess»)                            | Автор, асоційований продюсер | Написав сценарій разом із Френком де Феліттою                                 |
| 1974 рік | Дикун на волі (англ. «The Savage is Loose»)                           | Автор                        | Написав сценарій разом із Френком Де Феліттою                                 |
| 1975 рік | Реінкарнація Пітера Прауда (англ. «The Reincarnation of Peter Proud») | Автор                        | На основі однойменного роману                                                 |

### Телебачення
| Рік        | Назва                                                                           | Роль                          | Примітки   |
| ---------- | ------------------------------------------------------------------------------- | ----------------------------- | ---------- |
| 1950 рік   | Певна як доля (англ. «Sure as Fate»)                                            | Сценарист                     | 2 епізоди  |
| 1950–52 рр | Напруга (англ. «Suspense»)                                                      | Сценарист                     | 5 епізодів |
| 1951–58    | Студія 1 у Голлівуді (англ. «Studio One (American»)                             | Сценарист                     | 4 епізоди  |
| 1952       | Оповідки завтрашнього дня (англ. «Tales of Tomorrow»)                           | Сценарист                     | 4 епізоди  |
| 1952       | Людина проти злочинності (англ. «Man Against Crime»)                            | Сценарист                     | 1 епізод   |
| 1954       | Велика історія (англ. «The Big Story»)                                          | Сценарист                     | 2 епізоди  |
| 1954       | Поштова історія (англ. «The Mail Story»)                                        | Сценарист                     | 1 епізод   |
| 1956       | Відеотеатр «Люкс» (англ. «Lux Video Theatre»)                                   | Сценарист                     | 1 епізод   |
| 1956       | Військово-морський журнал (англ. «Navy Log»)                                    | Сценарист                     | 4 епізоди  |
| 1956–57    | Призначення Іноземного легіону (англ. «Assignment Foreign Legion»)              | Сценарист                     | 7 епізодів |
| 1958 рік   | Суд останньої інстанції (англ. «The Court of Last Resort»)                      | Сценарист                     | 1 епізод   |
| 1959 рік   | Кінцевий термін (англ. «Deadline»)                                              | Сценарист                     | 3 епізоди  |
| 1959–60 рр | Немає схованок (англ. «No Hiding Place»)                                        | Сценарист, редактор сценаріїв |            |
| 1960 рік   | Вінстон Черчилль: Доблесні роки (англ. «Winston Churchill: The Valiant Years»)' | Сценарист                     | 1 епізод   |
| 1961       | Свідок (англ. «The Witness»)                                                    | Сценарист                     | 1 епізод   |
| 1961       | Театр «Амстронгів цикл» (англ. «Armstrong Circle Theatre»)'                     | Сценарист                     | 1 епізод   |
| 1961       | Сталева година Сполучених Штатів (англ. «The United States Steel Hour»)         | Сценарист                     | 1 епізод   |
| 1961       | Таллагассі 7000 (англ. «Tallahassee 7000»)                                      | Сценарист                     | 4 епізоди  |
| 1961–62    | Захисники (англ. «The Defenders»)                                               | Сценарист                     | 4 епізоди  |
| 1962       | Театр «Дженерал Електрік» (англ. «General Electric Theater»)'                   | Сценарист                     | 1 епізод   |
| 1962       | Шах і мат (англ. «Checkmate»)                                                   | Сценаристк                    | 1 епізод   |
| 1962       | Мета: корупціонери! (англ. «Target: The Corruptors!»)                           | Сценарист                     | 1 епізод   |
| 1962       | Шоу Діка Пауелла (англ. «The Dick Powell Show»)'                                | Сценарист                     | 1 епізод   |
| 1963       | Недоторканні (англ. «The Untouchables»)'                                        | Сценарист                     | 1 епізод   |
| 1963       | Арешт і суд (англ. «Arrest and Trial»)                                          | Сценарист                     | 1 епізод   |
| 1965       | Для людей (англ. «For the People»)                                              | Сценарист                     | 1 епізод   |
| 1965       | Подорож на морське дно (англ. «Voyage to the Bottom of the Sea»)                | Сценарист                     | 1 епізод   |
| 1966       | Єрихон (англ. «Jericho»)                                                        | Сценарист                     | 1 епізод   |
| 1966       | Біжи заради свого життя (англ. «Run for Your Life»)                             | Сценарист                     | 1 епізод   |
| 1967       | Зоряний шлях (англ. «Star Trek»)                                                | Сценарист                     | 1 епізод   |
| 1967       | Дикий Дикий Захід (англ. «The Wild Wild West»)                                  | Сценарист                     | 1 епізод   |

## Нагороди
- 1944: Премія Військової ради псьменників[en]
- 1963: Стипендія Фонду Хантінгтона Гартфорда